# Вайт (Південна Дакота)
Вайт (англ. White) — місто (англ. city) в США, в окрузі Брукінґс штату Південна Дакота. Населення — 537 осіб (2020).

## Географія
Вайт розташований за координатами 44°26′12″ пн. ш. 96°38′47″ зх. д. / 44.43667° пн. ш. 96.64639° зх. д. (44.436643, -96.646527).  За даними Бюро перепису населення США в 2010 році місто мало площу 2,57 км², уся площа — суходіл. В 2017 році площа становила 2,26 км², уся площа — суходіл.

## Демографія
Згідно з переписом 2010 року, у місті мешкало 485 осіб у 195 домогосподарствах у складі 121 родини. Густота населення становила 189 осіб/км².  Було 212 помешкання (82/км²).
Расовий склад населення:
| - 98,4 % — білих - 0,8 % — азіатів |

До двох чи більше рас належало 0,8 %. Частка іспаномовних становила 0,4 % від усіх жителів.
За віковим діапазоном населення розподілялося таким чином: 23,7 % — особи молодші 18 років, 55,5 % — особи у віці 18—64 років, 20,8 % — особи у віці 65 років та старші. Медіана віку мешканця становила 41,7 року. На 100 осіб жіночої статі у місті припадало 100,4 чоловіків;  на 100 жінок у віці від 18 років та старших — 97,9 чоловіків також старших 18 років.
Середній дохід на одне домашнє господарство  становив 57 692 долари США (медіана — 46 719), а середній дохід на одну сім'ю — 64 883 долари (медіана — 58 333). Медіана доходів становила 32 313 долари для чоловіків та 31 667 доларів для жінок. За межею бідності перебувало 10,4 % осіб, у тому числі 15,2 % дітей у віці до 18 років та 22,7 % осіб у віці 65 років та старших.
Цивільне працевлаштоване населення становило 262 особи. Основні галузі зайнятості: освіта, охорона здоров'я та соціальна допомога — 23,7 %, виробництво — 22,1 %, роздрібна торгівля — 14,1 %, сільське господарство, лісництво, риболовля — 8,4 %.